# منی کی ریتی
منی کی ریتی (هندی: मुनि की रेती، انگلیسی: Muni Ki Reti) یک منطقهٔ مسکونی در هند است که در بخش تهری گرهوال واقع شده‌است. مونی کی رتی ۱٫۸۲ کیلومتر مربع مساحت و ۱۰٬۶۲۰ نفر جمعیت دارد و ۴۵۶ متر بالاتر از سطح دریا واقع شده‌است.